# Isabell Herlovsen
Isabell Lehn Herlovsen (Mönchengladbach, 23 giugno 1988) è una calciatrice norvegese, attaccante del Fredrikstad.
Figlia del calciatore Kai Erik Herlovsen, nacque nell'allora Germania Ovest quando il padre giocava per il Borussia Mönchengladbach. Con la nazionale norvegese debutta all'età di 16 anni e durante l'edizione 2005 del Campionato europeo femminile di calcio, Herlovsen risulta essere la più giovane calciatrice del torneo e con la rete siglata il 9 giugno 2005 nella partita pareggiata per 1-1 con la Francia detiene il primato della più giovane marcatrice del torneo. Il 24 ottobre 2016 riceve le candidature come miglior giocatrice e miglior attaccante del campionato al premio Kniksen.

## Carriera

### Club
Nel febbraio 2017 Herlovsen sottoscrive un contratto con le cinesi dello Jiangsu Ladies per giocare nella Chinese Women's Super League, il livello di vertice del campionato cinese femminile di calcio, prendendo nel contempo la decisione di prendersi una pausa dagli impegni con la nazionale norvegese. La sua partita di debutto coincide anche con la prima rete realizzata nel campionato cinese.
A campionato concluso, nel dicembre 2017 ritiene conclusa la sua esperienza asiatica decidendo di far ritorno in Europa sottoscrivendo un contratto triennale con il Vålerenga.

## Statistiche

### Cronologia presenze e reti in Nazionale
| Cronologia completa delle presenze e delle reti in nazionale ― Norvegia | Cronologia completa delle presenze e delle reti in nazionale ― Norvegia | Cronologia completa delle presenze e delle reti in nazionale ― Norvegia | Cronologia completa delle presenze e delle reti in nazionale ― Norvegia | Cronologia completa delle presenze e delle reti in nazionale ― Norvegia | Cronologia completa delle presenze e delle reti in nazionale ― Norvegia | Cronologia completa delle presenze e delle reti in nazionale ― Norvegia | Cronologia completa delle presenze e delle reti in nazionale ― Norvegia |
| Data                                                                    | Città                                                                   | In casa                                                                 | Risultato                                                               | Ospiti                                                                  | Competizione                                                            | Reti                                                                    | Note                                                                    |
| ----------------------------------------------------------------------- | ----------------------------------------------------------------------- | ----------------------------------------------------------------------- | ----------------------------------------------------------------------- | ----------------------------------------------------------------------- | ----------------------------------------------------------------------- | ----------------------------------------------------------------------- | ----------------------------------------------------------------------- |
| 6-6-2005                                                                | Warrington                                                              | Germania                                                                | 1 – 0                                                                   | Norvegia                                                                | Euro 2005 - 1º turno                                                    | -                                                                       |                                                                         |
| 9-6-2005                                                                | Warrington                                                              | Francia                                                                 | 1 – 1                                                                   | Norvegia                                                                | Euro 2005 - 1º turno                                                    | 1                                                                       |                                                                         |
| 12-6-2005                                                               | Preston                                                                 | Norvegia                                                                | 5 – 3                                                                   | Italia                                                                  | Euro 2005 - 1º turno                                                    | -                                                                       |                                                                         |
| 16-6-2005                                                               | Warrington                                                              | Norvegia                                                                | 3 – 2                                                                   | Svezia                                                                  | Euro 2005 - Semifinale                                                  | 1                                                                       |                                                                         |
| 19-6-2005                                                               | Blackburn                                                               | Germania                                                                | 3 – 1                                                                   | Norvegia                                                                | Euro 2005 - Finale                                                      | -                                                                       |                                                                         |
| 24-8-2005                                                               | Oslo                                                                    | Norvegia                                                                | 1 – 2                                                                   | Stati Uniti                                                             | Amichevole                                                              | -                                                                       |                                                                         |
| 27-8-2005                                                               | Lillestrøm                                                              | Norvegia                                                                | 4 – 1                                                                   | Ucraina                                                                 | Qual. Mondiali 2007                                                     | -                                                                       |                                                                         |
| 24-9-2005                                                               | Belgrado                                                                | Serbia                                                                  | 0 – 4                                                                   | Norvegia                                                                | Qual. Mondiali 2007                                                     | -                                                                       |                                                                         |
| 29-10-2005                                                              | Oslo                                                                    | Norvegia                                                                | 1 – 0                                                                   | Italia                                                                  | Qual. Mondiali 2007                                                     | -                                                                       |                                                                         |
| 25-3-2006                                                               | Atene                                                                   | Grecia                                                                  | 0 – 3                                                                   | Norvegia                                                                | Qual. Mondiali 2007                                                     | -                                                                       |                                                                         |
| 28-3-2006                                                               | Siviglia                                                                | Spagna                                                                  | 0 – 2                                                                   | Norvegia                                                                | Amichevole                                                              | 1                                                                       |                                                                         |
| 14-4-2006                                                               | Konya                                                                   | Turchia                                                                 | 1 – 4                                                                   | Norvegia                                                                | Amichevole                                                              | 2                                                                       |                                                                         |
| 10-5-2006                                                               | Trondheim                                                               | Norvegia                                                                | 3 – 0                                                                   | Serbia                                                                  | Qual. Mondiali 2007                                                     | -                                                                       |                                                                         |
| 20-6-2006                                                               | Sandefjord                                                              | Norvegia                                                                | 4 – 0                                                                   | Grecia                                                                  | Qual. Mondiali 2007                                                     | -                                                                       |                                                                         |
| 27-8-2006                                                               | Leopoli                                                                 | Ucraina                                                                 | 1 – 1                                                                   | Norvegia                                                                | Qual. Mondiali 2007                                                     | -                                                                       |                                                                         |
| 23-9-2006                                                               | Rimini                                                                  | Italia                                                                  | 1 – 2                                                                   | Norvegia                                                                | Qual. Mondiali 2007                                                     | -                                                                       |                                                                         |
| 12-10-2006                                                              | Oslo                                                                    | Norvegia                                                                | 2 – 1                                                                   | Australia                                                               | Amichevole                                                              | -                                                                       |                                                                         |
| 15-9-2007                                                               | Hangzhou                                                                | Norvegia                                                                | 1 – 1                                                                   | Australia                                                               | Mondiali 2007 - 1º turno                                                | -                                                                       |                                                                         |
| 19-9-2007                                                               | Chengdu                                                                 | Norvegia                                                                | 7 – 2                                                                   | Ghana                                                                   | Mondiali 2007 - 1º turno                                                | 1                                                                       |                                                                         |
| 23-9-2007                                                               | Wuhan                                                                   | Norvegia                                                                | 1 – 0                                                                   | Cina                                                                    | Mondiali 2007 - Quarti di finale                                        | 1                                                                       |                                                                         |
| 26-9-2007                                                               | Tianjin                                                                 | Germania                                                                | 3 – 0                                                                   | Norvegia                                                                | Mondiali 2007 - Semifinale                                              | -                                                                       |                                                                         |
| 30-9-2007                                                               | Shanghai                                                                | Stati Uniti                                                             | 4 – 1                                                                   | Norvegia                                                                | Mondiali 2007 - Finale 3º posto                                         | -                                                                       |                                                                         |
| 9-8-2008                                                                | Qinhuangdao                                                             | Nuova Zelanda                                                           | 0 – 1                                                                   | Norvegia                                                                | Olimpiadi 2008 - 1º turno                                               | -                                                                       |                                                                         |
| 15-8-2008                                                               | Pechino                                                                 | Brasile                                                                 | 2 – 1                                                                   | Norvegia                                                                | Olimpiadi 2008 - Quarti di finale                                       | -                                                                       |                                                                         |
| 24-8-2009                                                               | Tampere                                                                 | Germania                                                                | 4 – 0                                                                   | Norvegia                                                                | Euro 2009 - 1º turno                                                    | -                                                                       |                                                                         |
| 27-8-2009                                                               | Lahti                                                                   | Norvegia                                                                | 1 – 0                                                                   | Islanda                                                                 | Euro 2009 - 1º turno                                                    | -                                                                       |                                                                         |
| 30-8-2009                                                               | Helsinki                                                                | Norvegia                                                                | 1 – 1                                                                   | Francia                                                                 | Euro 2009 - 1º turno                                                    | -                                                                       |                                                                         |
| 4-9-2009                                                                | Helsinki                                                                | Svezia                                                                  | 1 – 3                                                                   | Norvegia                                                                | Euro 2009 - Quarti di finale                                            | -                                                                       |                                                                         |
| 7-9-2009                                                                | Helsinki                                                                | Germania                                                                | 3 – 1                                                                   | Norvegia                                                                | Euro 2009 - Semifinale                                                  | 1                                                                       |                                                                         |
| 19-9-2009                                                               | Buenos Aires                                                            | Argentina                                                               | 0 – 1                                                                   | Norvegia                                                                | Amichevole                                                              | 1                                                                       |                                                                         |
| 24-10-2009                                                              | Oslo                                                                    | Norvegia                                                                | 3 – 0                                                                   | Paesi Bassi                                                             | Qual. Mondiali 2011                                                     | 2                                                                       |                                                                         |
| 28-10-2009                                                              | Oslo                                                                    | Norvegia                                                                | 1 – 0                                                                   | Slovacchia                                                              | Qual. Mondiali 2011                                                     | 1                                                                       |                                                                         |
| 27-3-2010                                                               | Trondheim                                                               | Norvegia                                                                | 14 – 0                                                                  | Macedonia del Nord                                                      | Qual. Mondiali 2011                                                     | 3                                                                       |                                                                         |
| 30-3-2010                                                               | Minsk                                                                   | Bielorussia                                                             | 0 – 5                                                                   | Norvegia                                                                | Qual. Mondiali 2011                                                     | 1                                                                       |                                                                         |
| 19-6-2010                                                               | Rotterdam                                                               | Paesi Bassi                                                             | 2 – 2                                                                   | Norvegia                                                                | Qual. Mondiali 2011                                                     | 1                                                                       |                                                                         |
| 23-6-2010                                                               | Ålesund                                                                 | Norvegia                                                                | 3 – 0                                                                   | Bielorussia                                                             | Qual. Mondiali 2011                                                     | -                                                                       |                                                                         |
| 21-8-2010                                                               | Bratislava                                                              | Slovacchia                                                              | 0 – 4                                                                   | Norvegia                                                                | Qual. Mondiali 2011                                                     | -                                                                       |                                                                         |
| 25-8-2010                                                               | Skopje                                                                  | Macedonia del Nord                                                      | 0 – 7                                                                   | Norvegia                                                                | Qual. Mondiali 2011                                                     | 1                                                                       |                                                                         |
| 15-9-2010                                                               | Trondheim                                                               | Norvegia                                                                | 2 – 0                                                                   | Ucraina                                                                 | Qual. Mondiali 2011                                                     | -                                                                       |                                                                         |
| 26-10-2010                                                              | Solna                                                                   | Svezia                                                                  | 1 – 3                                                                   | Norvegia                                                                | Amichevole                                                              | 1                                                                       |                                                                         |
| 29-6-2011                                                               | Augusta                                                                 | Norvegia                                                                | 1 – 0                                                                   | Guinea Equatoriale                                                      | Mondiali 2011 - 1º turno                                                | -                                                                       |                                                                         |
| 3-7-2011                                                                | Wolfsburg                                                               | Brasile                                                                 | 3 – 0                                                                   | Norvegia                                                                | Mondiali 2011 - 1º turno                                                | -                                                                       |                                                                         |
| 6-7-2011                                                                | Leverkusen                                                              | Australia                                                               | 2 – 1                                                                   | Norvegia                                                                | Mondiali 2011 - 1º turno                                                | -                                                                       |                                                                         |
| 17-9-2011                                                               | Reykjavík                                                               | Islanda                                                                 | 3 – 1                                                                   | Norvegia                                                                | Qual. Euro 2013                                                         | -                                                                       |                                                                         |
| 21-9-2011                                                               | Oslo                                                                    | Norvegia                                                                | 6 – 0                                                                   | Ungheria                                                                | Qual. Euro 2013                                                         | 3                                                                       |                                                                         |
| 19-11-2011                                                              | Belfast                                                                 | Irlanda del Nord                                                        | 1 – 3                                                                   | Norvegia                                                                | Qual. Euro 2013                                                         | 1                                                                       |                                                                         |
| 16-6-2012                                                               | Oslo                                                                    | Norvegia                                                                | 11 – 0                                                                  | Bulgaria                                                                | Qual. Euro 2013                                                         | 4                                                                       |                                                                         |
| 20-6-2012                                                               | Stavanger                                                               | Norvegia                                                                | 2 – 0                                                                   | Irlanda del Nord                                                        | Qual. Euro 2013                                                         | 2                                                                       |                                                                         |
| 30-8-2012                                                               | Glasgow                                                                 | Scozia                                                                  | 2 – 2                                                                   | Norvegia                                                                | Amichevole                                                              | 2                                                                       |                                                                         |
| 15-9-2012                                                               | Trondheim                                                               | Norvegia                                                                | 3 – 2                                                                   | Belgio                                                                  | Qual. Euro 2013                                                         | 1                                                                       |                                                                         |
| 19-9-2012                                                               | Bodø                                                                    | Norvegia                                                                | 2 – 1                                                                   | Islanda                                                                 | Qual. Euro 2013                                                         | -                                                                       |                                                                         |
| 15-9-2013                                                               | Narvik                                                                  | Norvegia                                                                | 4 – 1                                                                   | Belgio                                                                  | Qual. Mondiali 2015                                                     | -                                                                       |                                                                         |
| 26-10-2013                                                              | Oslo                                                                    | Norvegia                                                                | 7 – 0                                                                   | Albania                                                                 | Qual. Mondiali 2015                                                     | 1                                                                       |                                                                         |
| 30-10-2013                                                              | Rotterdam                                                               | Paesi Bassi                                                             | 1 – 2                                                                   | Norvegia                                                                | Qual. Mondiali 2015                                                     | -                                                                       |                                                                         |
| 10-4-2013                                                               | Bruxelles                                                               | Belgio                                                                  | 1 – 2                                                                   | Norvegia                                                                | Qual. Mondiali 2015                                                     | -                                                                       |                                                                         |
| 7-5-2014                                                                | Oslo                                                                    | Norvegia                                                                | 2 – 0                                                                   | Portogallo                                                              | Qual. Mondiali 2015                                                     | 1                                                                       |                                                                         |
| 14-6-2014                                                               | Oslo                                                                    | Norvegia                                                                | 6 – 0                                                                   | Grecia                                                                  | Qual. Mondiali 2015                                                     | 1                                                                       |                                                                         |
| 18-6-2014                                                               | Lisbona                                                                 | Portogallo                                                              | 0 – 2                                                                   | Norvegia                                                                | Qual. Mondiali 2015                                                     | 1                                                                       |                                                                         |
| 13-9-2014                                                               | Scutari                                                                 | Albania                                                                 | 0 – 11                                                                  | Norvegia                                                                | Qual. Mondiali 2015                                                     | 3                                                                       |                                                                         |
| 17-9-2014                                                               | Bergen                                                                  | Norvegia                                                                | 0 – 2                                                                   | Paesi Bassi                                                             | Qual. Mondiali 2015                                                     | -                                                                       |                                                                         |
| 25-11-2014                                                              | Randaberg                                                               | Norvegia                                                                | 1 – 1                                                                   | Nuova Zelanda                                                           | Amichevole                                                              | 1                                                                       |                                                                         |
| 13-2-2015                                                               | Brasilia                                                                | Brasile                                                                 | 3 – 2                                                                   | Norvegia                                                                | Amichevole                                                              | 2                                                                       |                                                                         |
| 7-6-2015                                                                | Ottawa                                                                  | Norvegia                                                                | 4 – 0                                                                   | Thailandia                                                              | Mondiali 2015 - 1º turno                                                | 2                                                                       |                                                                         |
| 11-6-2015                                                               | Ottawa                                                                  | Germania                                                                | 1 – 1                                                                   | Norvegia                                                                | Mondiali 2015 - 1º turno                                                | -                                                                       |                                                                         |
| 15-6-2015                                                               | Moncton                                                                 | Costa d'Avorio                                                          | 1 – 3                                                                   | Norvegia                                                                | Mondiali 2015 - 1º turno                                                | -                                                                       |                                                                         |
| 22-6-2015                                                               | Ottawa                                                                  | Norvegia                                                                | 1 – 2                                                                   | Inghilterra                                                             | Mondiali 2015 - Quarti di finale                                        | -                                                                       |                                                                         |
| 23-10-2015                                                              | Bergen                                                                  | Norvegia                                                                | 4 – 0                                                                   | Galles                                                                  | Qual. Euro 2017                                                         | 2                                                                       |                                                                         |
| 2-6-2016                                                                | Trondheim                                                               | Norvegia                                                                | 2 – 2                                                                   | Austria                                                                 | Qual. Euro 2017                                                         | -                                                                       |                                                                         |
| 15-9-2015                                                               | Oslo                                                                    | Norvegia                                                                | 10 – 0                                                                  | Kazakistan                                                              | Qual. Euro 2017                                                         | 3                                                                       |                                                                         |
| 19-9-2015                                                               | Kristiansand                                                            | Norvegia                                                                | 5 – 0                                                                   | Israele                                                                 | Qual. Euro 2017                                                         | 1                                                                       |                                                                         |
| 24-10-2017                                                              | Utrecht                                                                 | Paesi Bassi                                                             | 1 – 0                                                                   | Norvegia                                                                | Qual. Mondiali 2019                                                     | 2                                                                       |                                                                         |
| 28-11-2017                                                              | Montrèal                                                                | Canada                                                                  | 3 – 2                                                                   | Norvegia                                                                | Amichevole                                                              | -                                                                       |                                                                         |
| 19-1-2018                                                               | Oslo                                                                    | Norvegia                                                                | 3 – 0                                                                   | Scozia                                                                  | Amichevole                                                              | 2                                                                       |                                                                         |
| 23-1-2018                                                               | Oslo                                                                    | Norvegia                                                                | 2 – 1                                                                   | Islanda                                                                 | Amichevole                                                              | -                                                                       |                                                                         |
| 10-4-2018                                                               | Belfast                                                                 | Irlanda del Nord                                                        | 0 – 3                                                                   | Norvegia                                                                | Qual. Mondiali 2019                                                     | 1                                                                       |                                                                         |
| 8-6-2018                                                                | Dublino                                                                 | Irlanda                                                                 | 0 – 2                                                                   | Norvegia                                                                | Qual. Mondiali 2019                                                     | -                                                                       |                                                                         |
| 12-6-2018                                                               | Oslo                                                                    | Norvegia                                                                | 1 – 0                                                                   | Irlanda                                                                 | Qual. Mondiali 2019                                                     | -                                                                       |                                                                         |
| 31-8-2018                                                               | Košice                                                                  | Slovacchia                                                              | 0 – 4                                                                   | Norvegia                                                                | Qual. Mondiali 2019                                                     | -                                                                       |                                                                         |
| 4-9-2018                                                                | Oslo                                                                    | Norvegia                                                                | 2 – 1                                                                   | Paesi Bassi                                                             | Qual. Mondiali 2019                                                     | 1                                                                       |                                                                         |
| 6-10-2018                                                               | Stoccolma                                                               | Svezia                                                                  | 2 – 1                                                                   | Norvegia                                                                | Qual. Mondiali 2019                                                     | 1                                                                       |                                                                         |
| 27-2-2019                                                               | Faro                                                                    | Norvegia                                                                | 2 – 1                                                                   | Danimarca                                                               | Algarve Cup 2019 - 1º turno                                             | -                                                                       |                                                                         |
| 1-3-2019                                                                | Lagos                                                                   | Cina                                                                    | 1 – 3                                                                   | Norvegia                                                                | Algarve Cup 2019 - 1º turno                                             | 1                                                                       |                                                                         |
| 6-3-2019                                                                | Parchal                                                                 | Polonia                                                                 | 0 – 3                                                                   | Norvegia                                                                | Algarve Cup 2019 - Finale                                               | 1                                                                       |                                                                         |
| 9-4-2019                                                                | Auckland                                                                | Nuova Zelanda                                                           | 1 – 0                                                                   | Norvegia                                                                | Amichevole                                                              | -                                                                       |                                                                         |
| 2-6-2019                                                                | Bloemfontein                                                            | Sudafrica                                                               | 2 – 7                                                                   | Norvegia                                                                | Amichevole                                                              | 3                                                                       |                                                                         |
| 8-6-2019                                                                | Reims                                                                   | Norvegia                                                                | 3 – 0                                                                   | Nigeria                                                                 | Mondiali 2019 - 1º turno                                                | -                                                                       |                                                                         |
| 12-6-2019                                                               | Nizza                                                                   | Francia                                                                 | 2 – 1                                                                   | Norvegia                                                                | Mondiali 2019 - 1º turno                                                | -                                                                       |                                                                         |
| 17-6-2019                                                               | Reims                                                                   | Corea del Sud                                                           | 1 – 2                                                                   | Norvegia                                                                | Mondiali 2019 - 1º turno                                                | 1                                                                       |                                                                         |
| 22-6-2019                                                               | Nizza                                                                   | Norvegia                                                                | 1 – 1 (4 - 1 dtr)                                                       | Nuova Zelanda                                                           | Mondiali 2019 - Ottavi di finale                                        | 1                                                                       |                                                                         |
| 27-6-2019                                                               | Le Havre                                                                | Norvegia                                                                | 0 – 3                                                                   | Inghilterra                                                             | Mondiali 2019 - Quarti di finale                                        | -                                                                       |                                                                         |
| 4-10-2019                                                               | Minsk                                                                   | Bielorussia                                                             | 1 – 7                                                                   | Norvegia                                                                | Qual. Euro 2021                                                         | 2                                                                       |                                                                         |
| 8-10-2019                                                               | Tórshavn                                                                | Fær Øer                                                                 | 0 – 13                                                                  | Norvegia                                                                | Qual. Euro 2021                                                         | 3                                                                       |                                                                         |
| Totale                                                                  |                                                                         | Presenze                                                                | 131                                                                     |                                                                         | Reti                                                                    | 58                                                                      |                                                                         |

## Palmarès

### Club
- Campionato norvegese: 7

Kolbotn: 2005, 2006
LSK Kvinner: 2012, 2014, 2015, 2016
Vålerenga: 2020
- Campionato francese: 1

Olympique Lione: 2009-2010
- Coppa di Norvegia: 4

Kolbotn: 2007
LSK Kvinner: 2014, 2015, 2016

### Nazionale
- Algarve Cup: 1

2019

### Individuale
- Capocannoniere della Toppserien: 3

LSK Kvinner: 2012 (25 reti), 2015 (19 reti), 2016 (30 reti)
- Premio Kniksen: 1

2014
- Gullklokka

2007